# لوسیو دل آنجلو
لوسیو دل آنجلو (انگلیسی: Lucio Dell'Angelo; ۱۸ آوریل ۱۹۳۸ – ۱ ژانویهٔ ۲۰۱۳) بازیکن فوتبال اهل ایتالیا بود.
از باشگاه‌هایی که در آن بازی کرده‌است می‌توان به باشگاه فوتبال هلاس ورونا، باشگاه فوتبال فیورنتینا، باشگاه فوتبال آلساندریا، باشگاه فوتبال مونتسا، باشگاه فوتبال آتالانتا، باشگاه فوتبال آ.ث. میلان، و باشگاه فوتبال ویچنزا اشاره کرد.